# George Finch-Hatton, 10:e earl av Winchilsea
George William Finch-Hatton, 10:e earl av Winchilsea, 5:e earl av Nottingham, född den 19 maj 1791, död den 8 januari 1858, son till politikern George Finch-Hatton, sonson till diplomaten Edward Finch-Hatton.
Finch-Hatton ärvde 1826 de båda earltitlarna och bekämpade i överhuset som strängt protestantisk konservativ med ytterlig häftighet förslaget om katolikernas emancipation. Tvisterna därom ledde 
1829 till en mycket omtalad duell mellan honom och hertigen av Wellington.